# Бацькі Виногради
Бацькі Виногради (серб. Бачки Виногради) — село в Сербії, належить до общини Суботиця Північно-Бацького округу в багатоетнічному, автономному краю Воєводина.

## Населення
Населення села становить 2048 осіб (2002, перепис), з них:
- мадяри — 1927 — 94,50%;
- серби — 48 — 2,35%;
- хорвати — 14 — 0,68%;

Решту жителів  — з різних етносів, зокрема: бунєвці, югослави, німці і кілька русинів-українців.